# Silylenolether

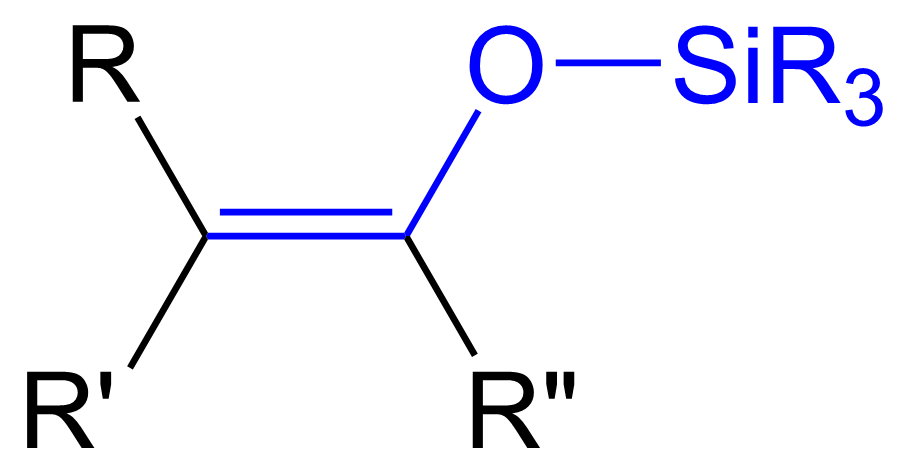
Algemene structuurformule van een silylenolether.

Een silylenolether is een organische verbinding die kan worden opgevat als een enolether waarbij de alkyl- of arylgroep op het zuurstofatoom is vervangen door een silylgroep. Silylenolethers vervullen een belangrijke taak in de organische chemie, onder meer bij het vastleggen van de enolvorm.

## Synthese
Doorgaans wordt een silylenolether bereid door eerst een enolaat te vormen. Dat kan door een keton of aldehyde te deprotoneren met een niet-nucleofiele sterke organische base, zoals lithiumdi-isopropylamide (LDA). Vervolgens wordt het enolaat afgevangen met behulp van een silyleringsreagens, zoals trimethylchloorsilaan (SiMe3Cl).  De hoge affiniteit van zuurstof voor silicium (doordat de bindingsenergie zeer hoog is) zorgt ervoor dat niet het koolstofatoom uit het enolaat wordt gesilyleerd, maar wel het zuurstofatoom.
Bij een alternatieve methode wordt eerst het silyleringsreagens toegevoegd en nadien een zwakkere organische base (typisch een amine):
Een eerder ongewone en minder toegepast methode is via de Brook-omlegging. Dit vereist echter een specifieke organosiliciumverbinding als precursor.
Een silylenolether kan - onder invloed van een op rodium gebaseerde katalysator - ook gesynthetiseerd worden uit een alfa,bèta-onverzadigde carbonylverbinding:

## Reactiviteit
Silylenolethers worden voornamelijk gebruikt om enolen of enolaten tijdelijk minder reactief te maken, zodat ze zelfs kunnen geïsoleerd en korte tijd bewaard worden (typisch bij lage temperaturen en in een droge omgeving). Ze kunnen verschillende vervolgreacties ondergaan, waarvan de koolstofalkylering de belangrijkste is. Daartoe wordt het gesilyleerde enolether in reactie gebracht met een halogeenalkaan. Een voorbeeld is de reactie van de silylenolether van 2-methylcyclohexanon met tert-butylchloride in tetrachloormethaan:
Een silylenolether kan gebruikt worden om op de α-plaats van het keton een halogeen in te voeren (deze reactie is dus een ketonhalogenering):